# 托尼·厄德曼
《顛父人生》（英語：Toni Erdmann）是一部2016年瑪菡·阿德编剧并执导的德国剧情片，入选2016年戛纳电影节主竞赛片。赢得欧洲电影奖最佳影片、最佳导演等5个大奖。代表德国角逐第89屆奧斯卡金像獎最佳外語片。

## 剧情
退休鋼琴教師温非爾德由德國遠赴羅馬尼亞探望他那疏遠多年的上班族女兒依妮絲。因看見她為工作疲於奔命，鬱鬰寡歡而決定換裝成「其剛岀獄的弟弟」托尼，並利用其自以為的幽默感改變依妮絲的生活，卻為她惹來一連串災難，更導致兩人關係越變破裂⋯⋯但最後因依妮絲終於開始不滿她的生活而令兩人反思現在的生活是否適合自己，同樣也令兩人開始產生和好的想法⋯⋯

## 角色
- Peter Simonischek - 溫非爾德·厄德曼 / 東尼 ·厄德曼，父亲
- Sandra Hüller - 依妮絲·厄德曼，女儿
- Lucy Russell - 史黛

## 评价
《顛父人生》收获戛纳影展场刊历史最高分3.7分（满分4分）。電影在爛番茄上新鮮度高達95%，根據網站收集的35篇評論，平均分為8.3/10，而在另一影評網站Metacritic得到94分。
新浪影评：“情节紧凑丝丝入扣，意想不到的荒诞笑料巧妙地穿插在写实的故事中，顺带展示了西方白领职场的残酷，职业人的竞争和压力，近三个小时的影片丝毫不让观众觉得冗长。独特的故事，幽默的人物，点点滴滴渗透的父女之情……影片探讨的内容在父女关系之外，还有对生活的理解。”
英国电影杂志《视与听》和法国《电影手册》评为2016年十佳影片第一名。

## 奖项
- 纽约影评人协会奖最佳外语片
- 第29届欧洲电影奖最佳影片、最佳导演、最佳编剧、最佳男主角、最佳女主角[8]
- 独立精神奖最佳外语片
- 第27届棕榈泉国际电影节费比西年度外语片大奖
- 第74届金球奖最佳外语片提名
- 第70届英国电影学院奖最佳外语片提名
- 第89届奥斯卡金像奖最佳外语片提名